# Ricardo Williams
Ricardo Williams (n. 25 iunie 1981, Cincinnati, Ohio, SUA) este un boxer ce a reprezentat Statele Unite ale Americii, medaliat olimpic. A participat la o ediție a Jocurilor Olimpice (2000) în care a câștigat o medalie de argint.

## Participări
Lista de mai jos prezintă principalele competiții la care a participat Ricardo Williams de-a lungul carierei.
- boxing at the 2000 Summer Olympics – light welterweight[*]